# Malvin Russell Goode
Malvin (Mal) Russell Goode (* 13. Februar 1908 in White Plains Virginia; † 12. September 1995 in Pittsburgh) war der erste afroamerikanische TV-Journalist und Nachrichten-Korrespondent der American Broadcasting Company.

## Leben
Goode besuchte eine öffentliche Schule in Homestead, Pennsylvania und schloss 1931 sein Studium an der University of Pittsburgh ab. Schon in seiner High-School-Zeit begann er, in einem Stahlwerk zu arbeiten und beendete diesen Nebenjob erst fünf Jahre nach seiner Graduierung. Er arbeitete anschließend für die YMCA an der „Centre Avenue“ in  Pittsburgh und bekämpfte den Rassismus innerhalb der YMCA. Anschließend war Goode sechs Jahre lang für das Wohnungsamt („Pittsburgh Housing Authority“) tätig, bevor er zum 1948 zum „Pittsburgh Courier“, einer Zeitung für Afroamerikaner, wechselte. Für das Blatt, das sich heute „New Pittsburgh Courier“ nennt, arbeitete er vierzehn Jahre.
Malvin Goode starb an einem Schlaganfall im Alter von 87 in Pittsburgh.

## Karriere
Nach einer kurzen Zeit beim Radiosender „KQV“ in Pittsburgh, in der er mit einer 15-minütigen Late-Night-Nachrichtensendung zweimal pro Woche auf Sendung war, ging er wenig später zu „WHOD“ in Jackson, Alabama. Dort moderierte er täglich eine fünf Minuten Sendung und wurde 1952 der Nachrichten-Chef-Redakteur des Senders.
1962 wurde er der erste afroamerikanische Nachrichten-Korrespondent des ABC-TV-Netzwerkes und arbeitete zunächst als UNO-Reporter. Goode’s erste Aufgabe war die Berichterstattung über die Kubakrise. Dabei zeichneten sich seine Reportagen durch die prägnante Zusammenfassung der stundenlangen Debatten der UNO aus.
Im Jahr 1963 ging er mit zwei Kollegen für zwei Monate nach Afrika um für mehr als einhundert Studenten Seminare in Journalismus zu geben. Die Vorlesungen fanden in Lagos, Addis Abeba und Dar es Salaam statt.
Als Alpha Phi Alpha (ΑΦΑ) Mitglied, der ersten College übergreifenden, afroamerikanischen Bruderschaft berichtete er 1968 von der Ermordung seines „ΑΦΑ“-Kollegen Martin Luther King.
1971 war Goode das erste afroamerikanische Mitglied der „Radio-Television News Directors Association“ (RTNDA) und wurde 1987 von der
RTNDA mit dem „John F. Hogan Distinguished Service Award“ ausgezeichnet. 1990 wurde er von der National Association of Black Journalists in die „NABJ Hall of Fame“ aufgenommen.